# استراتیکس

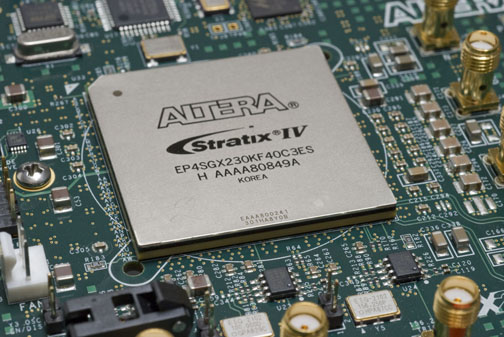
استراتیکس IV

استراتیکس خانوادهٔ پرچم‌داری از مدار مجتمع دیجیتال برنامه‌پذیر می‌باشد که توسط Altera توسعه می‌یابد. محصولات دیگر این سری شامل Arria (میان‌رده) و Cyclone (پایین قیمت)  می‌باشد.
مدارهای مجتمع دیجیتال برنامه‌پذیر سری استراتیکس معمولاً به زبان‌های توصیف سخت‌افزاری مانند وی‌اچ‌دی‌ال  یا وِری‌لاگ  به کمک نرم‌افزار کامپیوتری Altera Quartus  برنامه‌ریزی می‌شوند.
مدارهای مجتمع دیجیتال برنامه‌پذیر شرکت Altera معمولاً در خودرو، تصویر برداری، ذخیره حافظه، پردازش اطلاعات و محاسبات به‌کار می‌روند.

## منبع
- ویکی‌پدیای انگلیسی